# Миллер, Джек
Джек Питер Миллер (англ. Jack Peter Miller; род.18 января 1995, Таунсвиль, Квинсленд, Австралия) — австралийский мотогонщик, вице-чемпион мира по шоссейно-кольцевым мотогонкам серии MotoGP в классе 125cc (2014). В сезоне 2016 года выступал в классе MotoGP за команду «Marc VDS Racing Team» под номером 43.

## Биография
Карьера Джека Миллера началась в раннем возрасте с выступлений в соревнованиях на мотоциклах в болоте (англ. dirt bike), где в возрасте 8 лет он стал чемпионом Австралии в классе 65сс. Родители, братья и сестры постоянно поддерживали его, и даже сейчас, когда он присоединился к серии MotoGP, мама Соня ездит с ним как руководитель.
Когда Джек достиг подросткового возраста, он продолжал побеждать. 2011 год был ознаменован его прорывом в Европе: он стал чемпионом Германии в классе 125сс, а также провел несколько успешных гонок в открытом чемпионате Испании.
Успешные выступления Миллера не остались без внимания команд-участников чемпионата мира MotoGP: в 2011 году Джек дебютирует в серии в классе 125сс на Гран-При Германии. Проведя в дебютном сезоне всего 6 гонок, он не смог набрать ни одного очка, однако он привлек внимание итальянской команды Caretta Technology», с которой заключил контракт на 2 года.
В сезоне 2012 года австралиец выступал на мотоцикле Honda. Лучшим результатом стало 4-е место на Гран-При Германии, в общем зачете Миллер с 17-ю очками финишировал на 23-м месте.
В сезоне 2013 года Джек поменял мотоцикл на FTR M313 (шасси производства FTR с двигателем от Honda). Он дважды занимал 5-е места (Сан Марино и Австралия), в большинстве гонок сезона финишировав в лучшей 10-ке. Это позволило занять 7-е место в общем зачете, став самым успешным гонщиком на Honda.
Высокие результаты привлекли внимание заводской команды KTM в чемпионате «Red Bull KTM Ajo», которая заключила контракт с Миллером для выступлений в сезоне 2014. В свое распоряжение Джек получил мотоцикл RC250GP. Это принесло плоды в первой же гонке сезона — Гран-При Катара, в которой он одержал дебютную победу в чемпионате. Эта победа стала первой за последние десять лет для представителей Австралии в классе 125cc. На следующем этапе в Техасе Джек снова праздновал победу, став первым австралийцем, который выиграл два этапа подряд в самом легком классе. В целом же в первой половине сезона Миллер выиграл 4 гонки из 9-ти, что позволило ему возглавить общий зачет с отрывом в 19 очков от ближайшего преследователя, Алекса Маркеса.
Успешные выступления австралийца привлекли внимание руководителей команд «королевского» класса. В частности, появились слухи о заинтересованности его лицом сильнейшей команды MotoGP «Honda Racing Corporation». Такое развитие событий заставило команду «Marc VDS Racing Team» выступить 4 июля 2014 года с официальным сообщением, в котором раскрыть конфиденциальные условия контракта, согласно которым Джек Миллер подписал предварительный контракт с бельгийской командой для выступлений в сезонах 2014-2016 по следующей схеме: в 2014-м команда устроила его в «Red Bull KTM Ajo», а два следующих сезона он должен был бы провести уже в «Marc VDS Racing Team» в классе Moto2. Однако, уже в августе стало известно, что австралиец подписал 5-летний контракт с «HRC» для участия в классе MotoGP со следующего сезона, согласно которому первые 2 года он проведет в одной из сателлитных команд Honda, а три следующих — в заводской. 17 сентября было официально подтверждено, что с сезона 2015 Джек будет выступать за команду Лючио Чекинелло CWM LCR Honda Team где получит в свое распоряжение мотоцикл категории Open Honda RC213V-RS, а его партнером по команде станет Кэл Кратчлоу. Впоследствии появились детали сделки: «Marc VDS Racing Team» в обмен за расторжение предварительного контракта с Джеком Миллером получила техническую поддержку «Honda Racing Corporation» для вступления в «королевский» класс и контракт с хорошим знакомым команды Скоттом Реддингом.
Во второй половине сезона результаты Джека ухудшились: в 9 гонках он одержал лишь 2 победы (в Австралии и Валенсии), кроме этого дважды финишировав на подиуме. Этим воспользовался Алекс Маркес, который сумел по итогам сезона опередить Джека в общем зачете на 2 очка и стать чемпионом, оставив для австралийца 2-е место.
На сезон 2015 присоединился к команде класса MotoGP «Team LCR». Он стал самым молодым участником «королевского» класса в чемпионате. Отсутствие опыта, а также мотоцикл с ограниченными возможностями не позволили Джеку сполна раскрыть свой потенциал. Лучшим его результатом в сезоне стало 11-е место в Каталонии, а в целом он занял 19-е место по итогам чемпионата. Через финансовые проблемы его команды, на следующий сезон Миллер перешел в команду «Marc VDS Racing Team».